# Stephanie Garcia
Stephanie Garcia (née le 3 mai 1988) est une athlète américaine, spécialiste du demi-fond et du steeple.
Elle termine 9e en finale du 3 000 m steeple lors des Championnats du monde à Pékin.
Son record personnel sur cette distance est de 9 min 23 s 48, obtenu à Eugene (Oregon) lors des Championnats des États-Unis en juin 2015.

## Palmarès
| Date | Compétition           | Lieu             | Résultat | Marque        |
| ---- | --------------------- | ---------------- | -------- | ------------- |
| 2015 | Championnats du monde | Pékin            | 9e       | 9 min 31 s 06 |
| 2016 | Ligue de diamant      | Ligue de diamant | 7e       | détails       |

## Records
| Épreuve         | Performance   | Lieu   | Date         |
| --------------- | ------------- | ------ | ------------ |
| 3 000 m steeple | 9 min 23 s 48 | Eugene | 27 juin 2015 |